# Hans Linderholm
Hans Wilhelm Linderholm, född 19 maj 1968, är en svensk klimatforskare och professor vid institutionen för geovetenskaper vid Göteborgs universitet.  

## Biografi
Linderholm har avlagt doktorsexamen vid Stockholms universitet. Hans forskning har fokuserat på regionala klimatförändringar under långa perioder särskilt i Europa och Asien. Han har använt trädens årsringar för att kartlägga klimatförändringar även i Sverige och Skandinavien.   